# 焼き絵
焼き絵、焼き絵（やきえ）は、木材や布（絹など）、紙の表面に、熱した鏝や火箸、専用の電熱ペンといった道具で焼き跡をつけ、それによって絵や文様、文字を描く技法である。焼き付ける道具の先端部の形や温度、道具の押し付け方などによって微妙な陰影や諧調を表現することができる。焼き跡をつけた後で彩色をすることもある。木材はシナノキ、ブナ、カバなど木目の細かい堅材がよく用いられるが、マツやカシなどが使われることもある。同じ方法が皮革材に用いられることもあり、その場合は植物を用いた特別な方法でなめした皮を使う（薬品を用いてなめしたものだと焼いたときに有害物質が発生するため）。乾燥させたウリ科の植物の実（瓢箪など）の装飾にも用いられる。中国では瓢箪のほか、タケノコの皮、扇子などに焼き付けられ、焼いた小麦の茎・葉を貼り絵にした例もある。

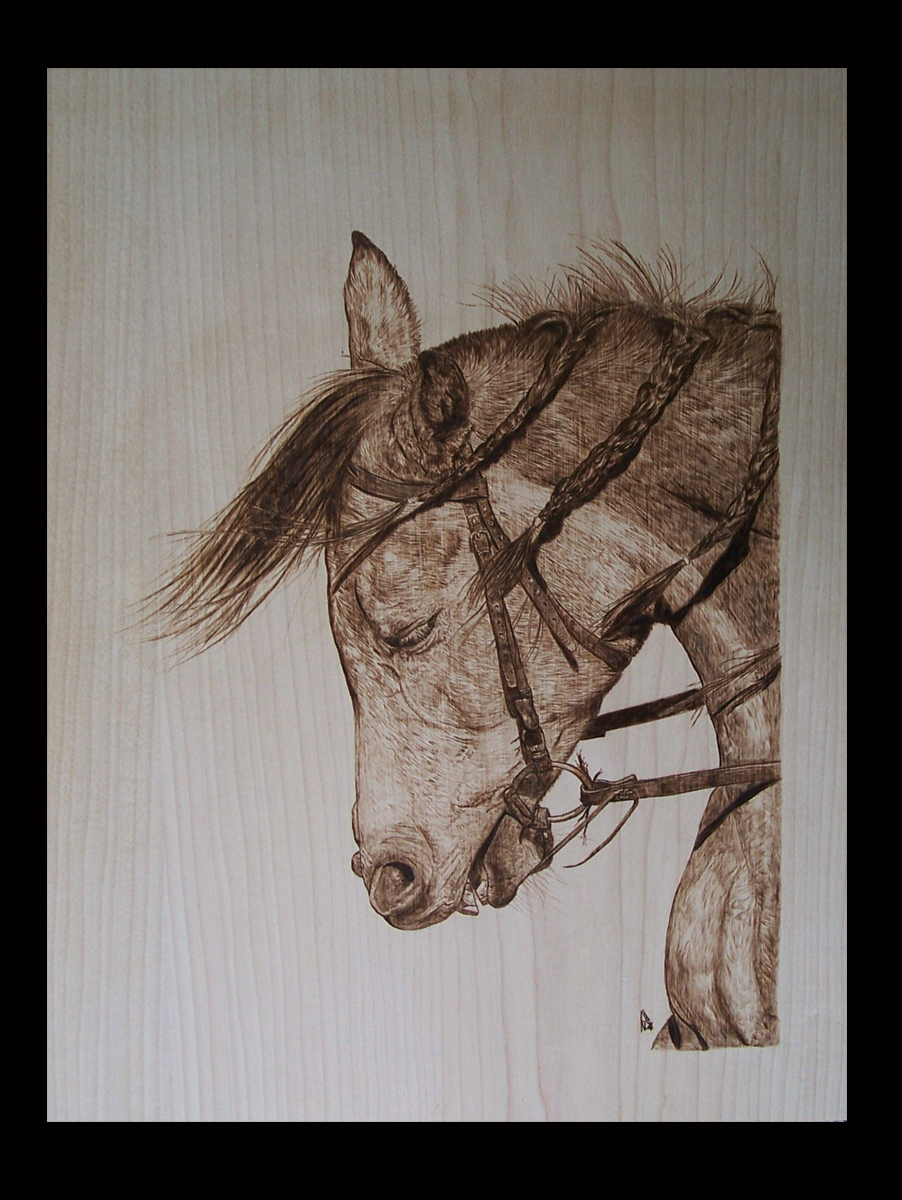
現代の焼き絵の作例

日本や中国のほか、朝鮮半島など世界各地でつくられてきた。ロシアではマトリョーシカの絵付けに使われる。インドネシアでは現在も焼き絵を付けた置物や楽器が土産物店に並び、蚊取り線香や煙草も用いる作家もいる。

## 歴史
焼き絵は古代エジプトやアフリカの部族などを含め、有史以来広い世界の範囲で例が見られる。焼き絵作家のロバート・ボイヤーは、焼き絵の歴史は有史以前、人類が焚火から得た燃えさしを使って装飾を行った頃にまで遡ることができると仮定している。中国では漢王朝時代から、焼いた針を用いた装飾が知られていた。日本では『日本書紀』『平家物語』に焼き絵に関する記述があり、明治時代に西洋絵画が隆盛するまで江戸時代には絵画のほか羽子板や茶道具箱の焼き絵が施された。
ヴィクトリア朝イギリスでは焼き絵用の器具が開発され、これによって焼き絵に対する興味が社会に広まった。それまで焼き絵を表現する言葉として使われていた"pokerwork"（鏝の作品）に代わり"pyrography"（パイログラフィー）という語が使われ始めたのもこの頃である。19世紀の終わりには、アルフレッド・スマートという名のメルボルンの建築家が、中に空洞を設けた白金の鉛筆を通し、ベンジンの蒸気を噴出させることによって、木材に水性塗料を焼き付ける方法を開発し、これによって色を用いた微妙な表現が可能になった 。20世紀には電気で熱する針金を用いた専用の器具が開発されて作業が簡易になり、アール・ヌーヴォーの作家は木箱などの装飾にしばしば焼き絵を用いた。焼き絵はまたルーマニア、ハンガリー、フランドルを含むヨーロッパの広い範囲における伝統工芸に見られるほか、アルゼンチンなど南アメリカでも伝統工芸として扱われている。

## 関連書
- 『定本 焼絵考：日本・中国・韓国・ロシア・インドネシアの焼絵』田部隆幸、誠文堂新光社, 2021/02/12